# KVC Wilrijk
KVC Wilrijk, het vroegere KSK Wilrijk - JAS, is een Belgische voetbalclub uit Wilrijk. De club is aangesloten bij de KBVB met stamnummer 9307 en heeft zwart, rood en wit als clubkleuren. Wilrijk speelt in de provinciale reeksen.

## Geschiedenis
In de loop van de 20ste eeuw speelden in Wilrijk al het oude FC Wilrijk, bij de KBVB aangesloten met stamnummer 155 en het jongere Olympia Wilrijk, aangesloten met stamnummer 7727. KFC Wilrijk speelde er zelfs verschillende seizoenen in de nationale reeksen. Beide clubs gingen in 1993 samen tot KFCO Wilrijk.
Op 30 september 1962 is voetbalclub FC Mixerboys opgericht met zetel te Wilrijk, waar nu het huidige KSK Wilrijk-JAS is gevestigd. De vereniging sloot zich aan bij het toenmalig gevestigd Arbeiders Voetbal Verbond. Tijdens de periode tot 1993 behaalde de club verschillende provinciale kampioenstitels, provinciale bekers en de Beker van Vlaanderen. Omdat de club niet verder kon promoveren en het 'arbeidersvoetbal' een tanende neergang moest ondergaan besloot de club zich aan te sluiten bij de KBVB.
Hierdoor ontstond op 4 november 1993 te Wilrijk een nieuwe clubnaam, "Sportkring Wilrijk" of "SK Wilrijk", met stamnummer 9307. De club ging van start in de vierde (laagste) provinciale reeks.
Na het seizoen 2017-2018 sloot KSK Wilrijk de leden van club Jong Antwerpen Sport aan, dat op dezelfde terreinen speelde, en daarbij vanaf het seizoen 2018-2019 de naam KSK Wilrijk-JAS aannam. Het logo van KSK Wilrijk-JAS is een dog die op de rechterpoot een gier draagt. Dit symboliseert het logo van beide clubs, enerzijds "de gier" van KSK Wilrijk en anderzijds "de dog" van Jong Antwerpen Sport.

## Juridische entiteit
De club behoorde tot de juridische vennootschap van de vereniging zonder winstoogmerk, SK Wilrijk VZW.

In 2020 werd de ploeg hervormd tot KVC Wilrijk. 

## Bekende (ex-)spelers
- Dirk Goossens
- Karim Bachar

## Resultaten
| Seizoen | Klasse | Klasse | Klasse | Klasse | Klasse | Klasse | Klasse | Klasse | Klasse | Reeks                                                    | Punten                                                   | Opmerkingen                                              |
|         | I      | I      | II     | III    | IV     | P.I    | P.II   | P.III  | P.IV   |                                                          |                                                          |                                                          |
| ------- | ------ | ------ | ------ | ------ | ------ | ------ | ------ | ------ | ------ | -------------------------------------------------------- | -------------------------------------------------------- | -------------------------------------------------------- |
| 2003/04 |        |        |        |        |        |        |        | 1      |        | Derde prov. Antw                                         | 62                                                       |                                                          |
| 2004/05 |        |        |        |        |        |        | 4      |        |        | Tweede prov. Antw                                        | 52                                                       |                                                          |
| 2005/06 |        |        |        |        |        |        | 2      |        |        | Tweede prov. Antw                                        | 62                                                       |                                                          |
| 2006/07 |        |        |        |        |        |        | 4      |        |        | Tweede prov. Antw                                        | 47                                                       |                                                          |
| 2007/08 |        |        |        |        |        | 16     |        |        |        | Eerste prov. Antw                                        | 17                                                       |                                                          |
| 2008/09 |        |        |        |        |        |        | 13     |        |        | Tweede prov. Antw                                        | 32                                                       |                                                          |
| 2009/10 |        |        |        |        |        |        |        | 1      |        | Derde prov. Antw                                         | 63                                                       |                                                          |
| 2010/11 |        |        |        |        |        |        | 11     |        |        | Tweede prov. Antw                                        | 36                                                       |                                                          |
| 2011/12 |        |        |        |        |        |        | 13     |        |        | Tweede prov. Antw                                        | 27                                                       |                                                          |
| 2012/13 |        |        |        |        |        |        |        | 15     |        | Derde prov. Antw                                         | 35                                                       |                                                          |
| 2013/14 |        |        |        |        |        |        |        |        | 1      | Vierde prov. Antw                                        | 71                                                       |                                                          |
| 2014/15 |        |        |        |        |        |        |        | 4      |        | Derde prov. Antw                                         | 54                                                       |                                                          |
| 2015/16 |        |        |        |        |        |        | 16     |        |        | Tweede prov. Antw                                        | 8                                                        |                                                          |
|         | 1A     | 1B     | 1Am    | 2Am    | 3Am    | P.I    | P.II   | P.III  | P.IV   | Vanaf 2016-17 zijn er 3 nationale en 2 regionale niveaus | Vanaf 2016-17 zijn er 3 nationale en 2 regionale niveaus | Vanaf 2016-17 zijn er 3 nationale en 2 regionale niveaus |
| 2016/17 |        |        |        |        |        |        |        | 2      |        | Derde prov. Antw                                         | 56                                                       |                                                          |
| 2017/18 |        |        |        |        |        |        |        | 3      |        | Derde prov. Antw                                         | 52                                                       |                                                          |
| 2018/19 |        |        |        |        |        |        |        | 1      |        | Derde prov. Antw                                         | 64                                                       |                                                          |
| 2019/20 |        |        |        |        |        |        | 9      |        |        | Tweede prov. Antw                                        | 39*                                                      | *Seizoen vroegtijdig stopgezet (corona-crisis)           |
| 2020/21 |        |        |        |        |        |        | -      |        |        | Tweede prov. Antw                                        | -                                                        | *Seizoen geschrapt (corona-crisis)                       |
| 2021/22 |        |        |        |        |        |        | 8      |        |        | Tweede prov. Antw                                        | 47                                                       |                                                          |
| 2023/24 |        |        |        |        |        |        | 1      |        |        | Tweede prov. Antw                                        | 68                                                       | Kampioen                                                 |
| 2024/25 |        |        |        |        |        | 1      |        |        |        | Eerste prov. Antw                                        | 69                                                       | Kampioen                                                 |
| 2025/26 |        |        |        |        |        |        |        |        |        | Derde afdeling VV B                                      |                                                          |                                                          |

## Trivia
- FC Mixerboys trachtte zich aan te sluiten bij KBVB, maar de naamgeving werd geweigerd omwille van "te commercieel". Daarom besloten de bestuursleden een nieuwe naam voor FC Mixerboys te bedenken. Uiteindelijk werd gekozen voor SK Wilrijk.
- FC Mixerboys maakte gelijktijdig de overstap naar KBVB als haar conculega FC Ekeren, die tevens als rivaal gold in het Arbeiders Voetbal Verbond. FC Ekeren diende haar aanvraag iets eerder in dan FC Mixerboys waardoor zij het stamnummer 9306 toegewezen kreeg en SK Wilrijk daarna 9307.